# Operatie Siggy
Operatie Siggy is het driehonderdeenenzeventigste stripverhaal uit de reeks van Suske en Wiske. Het is geschreven door Peter Van Gucht en getekend door Luc Morjaeu. Het kwam uit als album in de Vierkleurenreeks op 12 september 2018.

## Personages
- Suske, Wiske, Lambik, Jerom, tante Sidonia, madame Chartelle, medewerkers platenfirma, hippies, Simca, Panhard, Roger Less, bewakers, publiek, mister Lorejas, catering, Francois Crédule, politie

## Locaties
- huis van tante Sidonia, huis en laboratorium van professor Barabas, de oude hippodroom, kraakpand, les laboratoires de Chartelle[1], Duitsland, politiebureau, fabriek Lorejas[2]

## Uitvindingen
- Teletijdmachine

## Verhaal
Als Suske en Wiske de zolder opruimen, ontdekken ze dat tante Sidonia ooit een beroemd zangeres is geweest. Haar artiestennaam was Siggy. Ook ontdekken ze een prachtige ring en Wiske plaatst een foto op social media van zichzelf met deze ring. Tante Sidonia wordt kwaad, maar vertelt over het verleden waarin ze een hippie was. Haar vader Opa Snor werd kwaad op haar en ze liep van huis weg, waarna ze geld ging verdienen als straatmuzikant. Ze had aanleg, net als haar nicht Net de Anker, en werd ontdekt door een platenfirma. Ook ontmoette ze Roger Less die haar manager werd, maar ook werden ze geliefden. Tante Sidonia werd door Roger ten huwelijk gevraagd op het station, ze weet nog precies dat het om vijf voor half twaalf werd gevraagd op het station. Ze planden een huwelijksreis en het huwelijk zou op die locatie voltrokken worden, maar hij kwam niet naar het vliegveld en ze zag hem nooit weer. Tante Sidonia besloot toen voor altijd alleen te blijven en werd een keurige huisvrouw. Tante Sidonia wordt overvallen door verdriet en stuurt de kinderen te logeren bij Lambik. Wiske besluit Roger Less te zoeken om de situatie te herstellen. Als ze samen met Suske naar het huis van Lambik loopt, wordt ze aangesproken door wildvreemde mannen die de ring willen kopen.
Suske en Wiske gaan naar professor Barabas en flitsen zichzelf stiekem naar het verleden met de teletijdmachine. Ze gaan op zoek naar Siggy en komen erachter dat ze zal optreden in de oude Hippodroom. De kinderen mogen overnachten in een kraakpand en kleden zich als hippies. Ze zien de intimiteiten tussen Sidonia en Roger en hadden dit liever niet willen zien. Wiske wil met Roger praten om op deze manier te voorkomen dat hij het hart van tante Sidonia zal breken, maar ze krijgt dan per toeval een telefoongesprek te horen en ontdekt dat Roger geen goede bedoelingen heeft. Wiske weet niet wat er aan de hand is, maar ze heeft wel door dat de ring er een grote rol in speelt. De kinderen willen tante Sidonia dan waarschuwen, maar Roger en zijn mannen kunnen dit voorkomen. De volgende dag zal tante Sidonia een contract voor een reclamecampagne tekenen en Suske en Wiske kunnen vermomd als personeel van de catering binnenkomen. Ze ontdekken dat Sidonia gekoppeld wordt aan een nieuwe verjongingscrème: "Mamelle de Jeunesse". In de huidige tijd komen mannen aan de deur van tante Sidonia en ze willen de ring kopen, waarna tante Sidonia ze van haar erf verwijdert.
Er is maar één formule voor deze verjongingscrème en deze ligt opgeslagen in een kluis. Er worden nog testen uitgevoerd op het eiland Canabiza van het middel, met als ingrediënt een onderdeel van een uier van een schaap. Roger kan deze kluis kraken en hij vindt de formule. Met zijn ring maakt hij een foto van de formule. Hij stopt een bom in de kluis, waarna hij het gebouw wil verlaten. Wiske betrapt hem, waarna ze wordt opgesloten in de kluis. Het lukt haar om Suske te waarschuwen en het gebouw wordt ontruimd en Wiske bevrijdt, waarna de kinderen besluiten naar het station te gaan om het huwelijksaanzoek te voorkomen. Roger wil de formule voor veel geld verkopen aan Lorejas Cosmetics en heeft een afspraak in een restaurant op het station. Dan ziet hij de kinderen en probeert te ontkomen, maar loopt per toeval Sidonia tegen het lijf. Ze vraagt waar hij was toen de ontploffing bij Chartelle plaatsvond. Roger legt uit dat hij een huwelijksreis was gaan boeken en verrast haar met een ring. Hij vertelt dat hun vliegtuig die avond om tien uur zal vertrekken. Tante Sidonia vertrekt met de trein en Roger zwaait haar uit. In de huidige tijd vraagt tante Sidonia zich af hoe het met de kinderen gaat. Ze belt Lambik, maar hij blijkt op een bierfeest in Duitsland te zijn. Sidonia vraagt zich af waar de kinderen zijn.
Suske en Wiske kunnen Roger niet vinden. Wiske ziet dat het al half twaalf is en beseft dat Roger haar tante al ten huwelijk gevraagd moet hebben. Suske en Wiske willen dan naar het vliegveld gaan om tante Sidonia de waarheid over Roger te vertellen. Suske beseft dat het verleden van tante Sidonia vast staat, maar dat ze in het heden gevaar loopt. Chartelle zal de formule nog altijd in handen willen krijgen. Ze flitsen zich met busje en al met de draagbare teletijdmachine terug naar het heden en daar wordt tante Sidonia inderdaad bedreigd door mannen die de ring willen. Ook Roger komt naar de woning en biedt aan om samen te vluchten. Tante Sidonia vlucht met hem in een auto en Suske en Wiske zetten de achtervolging in. Roger bekent dat hij industrieel spion is en werkt voor Lorejas. Hij vertelt dat hij wel echt verliefd was op Sidonia. Als hij niet gevangen was gezet door Chartelle, was hij naar zijn geliefde toe gegaan in het verleden. Suske en Wiske worden door agenten aangehouden, het busje staat al tientallen jaren als gestolen geregistreerd. Tante Sidonia vraagt zich af of Roger haar of de ring wil en gooit de ring in het water. Dan laat Roger zijn ware gezicht zien en scheldt Sidonia uit, waarna ze hem bewusteloos slaat. Ze reageert al haar woede af. De mannen van Chartelle worden aangehouden en ook Chartelle zelf wordt ondervraagd. Ze eist geheimhouding van haar mannen, want ze vreest dat bekend zal worden wat er met de mensen die meededen aan de proef op het eiland is gebeurd.
Tante Sidonia is blij dat Roger is ontmaskerd, maar droevig omdat ze al die jaren voor niks alleen is gebleven. Dan beseft ze dat ze twee lieve kinderen heeft en helemaal niet alleen is. Ze is blij met hen en haar vrienden. Lambik maakt een opmerking over het verjongingsmiddel, waarna tante Sidonia hem met een schoen tegen zijn gezicht gooit. Bij Lorejas wordt het verjongingsmiddel uitgeprobeerd. Roger is de eerste testpersoon. Als zijn collega's bij hem komen kijken, blijkt hij een schapenvacht gekregen te hebben.